# Hermina
Hermina – żeński odpowiednik imienia Herman.
Hermina imieniny obchodzi 25 sierpnia i 24 grudnia.
Alternatywne formy: Hermana